# Vitinho
Vitinho é um famoso personagem de uma série de desenhos animados, o qual alcançou enorme visibilidade em Portugal devido às suas transmissões diárias na Rádio e Televisão de Portugal (RTP) entre os anos de 1986 e 1997.
A transmissão diária na televisão pública portuguesa das películas para adormecer as crianças intituladas "Boa noite, Vitinho!", em horário nobre, atribuiu-lhe picos de audiência e uma admiração consensual: não só por parte das crianças, mas também por pessoas de todas as idades.

## História
O premiado ilustrador e publicitário José Maria Pimentel criou o personagem Vitinho a 2 de fevereiro de 1986 para uma campanha publicitária de uma gama de cereais de alimentação infantil – o Miluvit – da empresa Milupa.
Mais tarde, em meados de 1986, a RTP (na época, Radiotelevisão Portuguesa) decidiu relançar um espaço diário de animação com o objectivo de criar um "marco horário", anteriormente ocupado com projectos como o dos "Meninos Rabinos", que levasse as crianças a deitarem-se mais cedo.

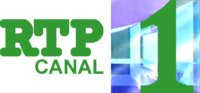
A RTP1 foi o canal de emissão original da série «Boa noite, Vitinho!»

A RTP lançou, então, um concurso para a rubrica "Boa noite" e o qual foi ganho por José Maria Pimentel.
Por esse motivo, a Milupa Portuguesa (empresa especializada em alimentação infantil, entretanto renomeada Milupa Comercial, S.A.), passou a ter o Vitinho, boneco muito carismático das suas campanhas publicitárias dos cereais Miluvit e do leite de crescimento infantil, numa película de animação para levar as crianças para a cama. No ano de 1987, é publicado um livro intitulado "Vitinho conta... a história dos cereais" da autoria de Maria Alberta Menéres e com ilustrações de Artur Correia.
Após a transmissão da primeira película de animação a 16 de outubro de 1986 na RTP1, seguiram-se três novas películas da série televisiva até ao ano de 1997 com vista a actualizar as anteriores.
Os desenhos animados do Vitinho foram transmitidos todos os dias, em horário nobre, durante uma década.

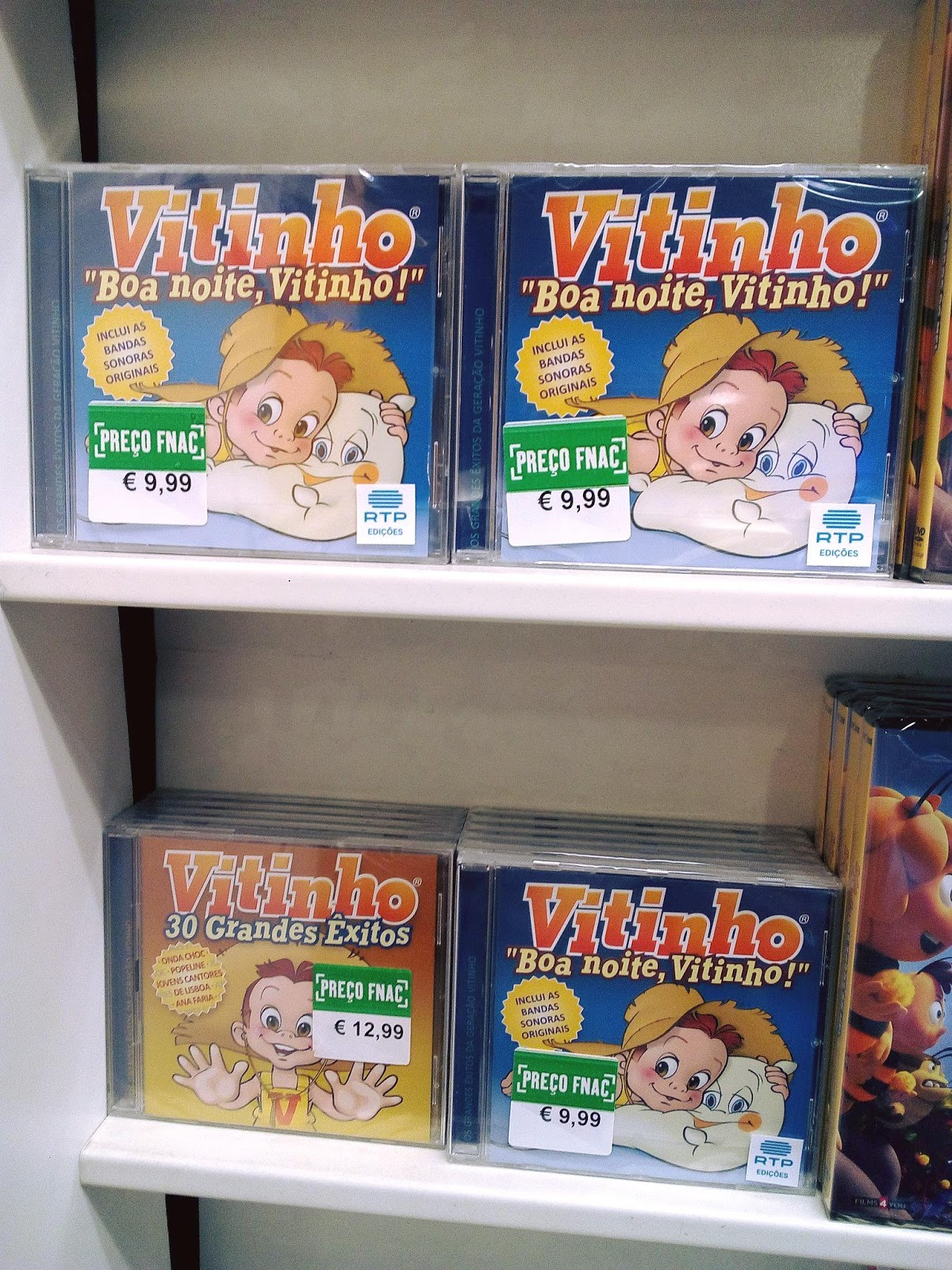
Os discos com a banda sonora do Vitinho nas lojas Fnac.

Deram voz às canções da banda sonora da série de TV cantoras como Isabel Campelo, Dulce Neves, Eugénia Melo e Castro, Lena d'Água e o cantor Paulo de Carvalho. As composições musicais originais estiveram a cargo do maestro José Calvário, o qual contou a magistral instrumentação da Orquestra Sinfónica de Londres e, ainda, da Orquestra Sinfónica de Budapeste. As músicas foram sendo, entretanto, editadas comercialmente em Portugal nos formatos de disco de vinil, cassete, mini-cassete e em CD pelas discográficas Ovação e Sony Music.
Em 2005, com vista a uma recuperação do seu arquivo histórico sobre o Vitinho, a Direção-Geral da Milupa Portuguesa convidou Renato Carrasquinho para efetuar a recolha e reorganização dos materiais da série televisiva Boa noite, Vitinho! existentes no arquivo da RTP e nas editoras discográficas.
Em 2016, por ocasião das celebrações do 30º aniversário da primeira emissão da série Boa noite, Vitinho! na RTP, a Sony Music editou uma colecção de quatro álbuns discográficos de música infantojuvenil produzidos por Renato Carrasquinho e dedicados à «Geração Vitinho». Desse modo, nos discos fez-se a edição integral das bandas sonoras originais da série televisiva (incluindo faixas inéditas) e ainda a reedição de temas musicais de intérpretes e grupos de sucesso da época da série de TV, nomeadamente Ana Faria e os Queijinhos Frescos, os Onda Choc, as Popeline, os Jovens Cantores de Lisboa, os Ministars, entre outros.
Em outubro de 2017, as Publicações Dom Quixote (do Grupo LeYa) editaram O Grande Livro do Vitinho, obra da autoria de José Maria Pimentel (uma biografia completa e ilustrada do personagem televisivo), assim como iniciaram a edição de uma vasta coleção de livros do Vitinho destinados às crianças.
O Vitinho ainda foi exibido pelo Canal Panda entre 1998 e 2003, quando, no ano seguinte, estreou a nova canção da noite do referido canal. Entre 1998 e 2000, a película foi exibida como 'tapa-buracos' do fim de emissão do canal infantil da TV portuguesa. Em 2000, foi exibido antes da série "Os Dragões da Távola Quadrada" das 20:30, e antes de "Ninja Hattori" entre agosto de 2001 até Dezembro de 2003.

## Google Doodle comemorativo
Em Fevereiro de 2011, no dia em que se cumpriram 25 anos desde a primeira transmissão dos desenhos animados do Vitinho na RTP, a Google Portugal criou um Doodle comemorativo dessa efeméride.

## Temporadas na televisão
- Boa noite, Vitinho! I (1986-1988) – Transmissões na RTP com banda sonora interpretada por Isabel Campelo
- Boa noite, Vitinho! II (1988-1991) – Transmissões na RTP com banda sonora interpretada por Dulce Neves
- Boa noite, Vitinho! III (1991-1992) – Transmissões na RTP com banda sonora interpretada por Eugénia Melo e Castro
- Boa noite, Vitinho! IV (1992-1997) – Transmissões na RTP com banda sonora interpretada por Paulo de Carvalho

## Discografia

### Singles
| Ano  | Nome                            | Editora                | Formato        |
| ---- | ------------------------------- | ---------------------- | -------------- |
| 1986 | Boa noite, Vitinho! (1º single) | Ovação / RTC           | Disco de vinil |
| 1988 | Boa noite, Vitinho! (2º single) | Ovação / RTC           | Disco de vinil |
| 1991 | Boa noite, Vitinho! (3º single) | Ovação / RTC           | Disco de vinil |
| 1992 | Boa noite, Vitinho! (4º single) | Sony Música (Portugal) | Disco de vinil |

### Colectâneas
| Ano  | Nome                                        | Editora    | Formato                                             |
| ---- | ------------------------------------------- | ---------- | --------------------------------------------------- |
| 1992 | Vitinho apresenta... os Êxitos da Pequenada | Sony Music | Disco de vinil / CD / K7                            |
| 2016 | Vitinho – 30 Grandes Êxitos                 | Sony Music | CD Duplo / Distribuição digital no Spotify e iTunes |
| 2018 | Boa noite, Vitinho! (álbum)                 | Sony Music | CD / Distribuição digital no Spotify e iTunes       |
| 2018 | Vitinho – Êxitos da Pequenada               | Sony Music | CD / Distribuição digital no Spotify e iTunes       |
| 2018 | Vitinho – É Natal! É Natal!                 | Sony Music | CD / Distribuição digital no Spotify e iTunes       |

## Livros
- Menéres, Maria Alberta (1987); Vitinho conta... a história dos cereais. Carnaxide: Milupa Portuguesa.
- Pimentel, José Maria (2017); O Grande Livro do Vitinho. Lisboa: Publicações Dom Quixote.[9]
- Pimentel, José Maria (2017); Vitinho – Um dia eu vou ser grande!. Lisboa: Publicações Dom Quixote.[10]
- Pimentel, José Maria (2017); Vitinho – É a dormir que se cresce!. Lisboa: Publicações Dom Quixote.[11]
- Pimentel, José Maria (2018); Vitinho – Perigo! Zona de Acidentes!. Lisboa: Publicações Dom Quixote.[12]